# Alékos Alavános
Aléxandros « Alékos » Alavános, né le 22 mai 1950 à Athènes, (en grec moderne : Αλέξανδρος (Αλέκος) Αλαβάνος) est un homme politique grec.

## Biographie
Député au Parlement grec, ancien député européen, il est de 2004 à novembre 2007 le président du parti de gauche Synaspismós avant de prendre la direction de la SYRIZA.
Économiste de formation, Alékos Alavános est actif politiquement depuis sa jeunesse. Membre d'organisations étudiantes d'opposition à la dictature des colonels (1967-1974), il est arrêté et brièvement incarcéré. Il est député européen de 1981 à 2004, d'abord sous les couleurs du Parti communiste de Grèce puis sous celles du Synaspismós. Élu député au Parlement grec dans la deuxième circonscription d'Athènes en 2004, il succède à Níkos Konstantópoulos à la présidence du parti en décembre 2004. Il est remplacé en février 2008 par Aléxis Tsípras. Il a failli démissionner à la suite de l'échec du mouvement aux élections européennes.
En février 2011, il quitte SYLRIZA pour former le Front de Solidarité et de Renversement (en) (MAA) avec quatre autres ex-composantes de SYRIZA : KOE, DEA, KEDA (en) et APO. Cette scission de SYRIZA fait suite aux différents lors des élections régionales grecques de 2010 (en). Aux élections législatives de mai et juin 2012, MAA et Alavanos soutiennent le Front de la Gauche anticapitaliste grecque (en) (ANTARSYA). En mai 2013, il annonce sa campagne en vue des élections européennes de 2014 sous les couleurs d'un nouveau parti, le Plan B, avec comme position la sortie de la Grèce de la zone euro.